# Светско првенство у атлетици на отвореном 1987.
Друго светско првенство у атлетици одржано је у организацији ИААФ у Риму, Италија од 28. августа до 6. септембра 1987. Првенство је одржано на Олимпијском стадиону Олимпико у 43 дисциплине (24 мушке и 19 женских). Нове дисциплине у односу на прво Светско првенство биле су трчање на 10.000 м и ходање на 10.000 м, обе у женској конкуренцији.
Учествовао је 1741 такмичар из 157 земаља.
На првенству је као и прошли пут блистао амерички атлетичар Карл Луис, који је освојио 3 златне медаље. Победио је у трци на 100 м са 9,93 , поставивши тако нови светски рекорд, скоку удаљ 8,67 м, а са штафетом 4x100 м у времену 37,86 сек.
Боље од резултата новог светског рекорда трчао је Бен Џонсон из Канаде, (9,83 сек) али је дискалификован због позитивног допинг теста.
Највише медаља 3 (две златне и једну сребрну) освојила је Зилке Гладиш из Источне Немачке златне трци на 100 м 10,90 сек и трци на 200 м 21,74 и сребрну у трци штафета 4х100 м резултат 41,95. Две златне медаље освојила је и Татјана Самоленко из СССР у дисцилинама на 1.500 и 3000 м. Најбољи резултат код жена постигла је Стефка Костадинова из Бугарске поставивши светски рекорд у скоку увис резултатом 2,09 м.
Најуспешнија је била екипа Источне Немачке која је освојила укупно 31 медаљу од чега десет златних, једанаест сребрених и десет бронзаних.
Оборена су два светска рекорда (мушка штафета 4х100 м, скок увис, жене), девет континенталних (Европа 4, Азија 4, Јужна Америка 1, Северна Аметика 1), 10 националних рекорда и 39 рекорда светског првенства (у неким дисциплинамо по неколико пута).

## Земље учеснице
На првенству су учествовло 157 земаља са 1.451 такмичарем.
| - 1. Албанија - 2. Алжир - 3. Америчка Самоа - 4. Ангола (2) - 5. Ангвила - 6. Антигва и Барбуда - 7. Аргентина - 8. Холандски Антили - 9. Аруба (1) - 10. Аустралија - 11. Аустрија - 12. Бахами - 13. Бахреин - 14. Барбадос - 15. Белгија - 16. Белизе - 17. Бенин - 18. Бермуди - 19. Бутан - 20. Боливија - 21. Боцвана - 22. Бразил - 23. Британска Девичанска Острва - 24. Бугарска - 25. Бурунди - 26. Камбоџа - 27. Камерун - 28. Канада - 29. Централноафричка Република - 30. Чиле - 31. Кина - 32. Колумбија - 33. Комори - 34. Кукова Острва - 35. Костарика - 36. Обала Слоноваче - 37. Куба - 38. Чехословачка - 39. Данска - 40. Џибути - 41. Доминиканска Република - 42. Еквадор - 43. Египат - 44. Салвадор - 45. Етиопија - 46. Фиџи - 47. Финска - 48. Француска - 49. Габон - 50. Гамбија - 51. Источна Немачка | - 52. Западна Немачка - 53. Гана - 54. Гибралтар - 55. Уједињено Краљевство - 56. Грчка - 57. Горња Волта - 58. Гренада - 59. Гватемала - 60. Гвајана - 61. Гвинеја - 62. Хондурас - 63. Хонгконг - 64. Мађарска - 65. Исланд - 66. Индија - 67. Индонезија - 68. Ирак - 69. Иран - 70. Ирска - 71. Израел - 72. Италија - 73. Јамајка - 74. Јапан - 75. Јордан - 76. Кенија - 77. Јужна Кореја - 78. Кувајт - 79. Либан - 80. Лесото - 81. Либија - 82. Луксембург - 83. Малави - 84. Малезија - 85. Мали - 86. Малта - 87. Мадагаскар - 88. Маурицијус - 89. Мексико - 90. Мароко - 91. Мозамбик - 92. Науру - 93. Непал - 93. Холандија - 95. Нови Зеланд - 96. Никарагва - 97. Нигерија - 98. Норвешка - 99. Оман - 100. Пакистан - 101. Палестина - 102. Панама | - 103. Папуа Нова Гвинеја - 104. Парагвај - 105. Перу - 106. Филипини - 107. Пољска - 108. Португалија - 109. Порторико - 110. Катар - 111. Румунија - 112. Руанда - 113. Свети Китс и Невис - 114. Света Луција - 115. Сент Винсент и Гренадини - 116. Самоа - 117. Сан Марино - 118. Сао Томе и Принципе - 119. Сенегал - 120. Сејшели - 121. Северна Кореја - 122. Сијера Леоне - 123. Сингапур - 124. Сомалија - 125. Соломонска Острва - 126. СССР - 127. Шпанија - 128. Судан - 129. Свазиленд - 130. Шведска - 131. Швајцарска - 132. Сирија - 133. Кинески Тајпеј - 133. Танзанија - 135. Тајланд - 136. Того - 137. Тонга - 138. Тринидад и Тобаго - 139. Тунис - 140. Турска - 141. Туркс и Кајкос - 142. Уганда - 143. Уједињени Арапски Емирати - 144. САД - 145. Уругвај - 146. Америчка Девичанска Острва - 147. Вануату - 148. Венецуела - 149. Вијетнам - 150. Јемен - 151. Југославија (9) - 152. Заир - 153. Зимбабве |

## Освајачи медаља

### Мушкарци
| Дисциплина              |                                                         | Резултат     |                                                                              | Резултат   |                                                                                | Резултат   |
| 100 м детаљи            | Бен Џонсон · Канада · Карл Луис · САД                   | 9,83 9,93 СР | Реј Стјуарт Јамајка                                                          | 10,08      | Линфорд Кристи Уједињено Краљевство                                            | 10,14      |
| 200 м детаљи            | Калвин Смит САД                                         | 20,16        | Жил Кенерве Француска                                                        | 20,16      | Џон Риџиз Уједињено Краљевство                                                 | 20,18      |
| 400 м детаљи            | Томас Шенлебе Источна Немачка                           | 44,33 ЕР     | Иносент Егбунике Нигерија                                                    | 44,56      | Буч Рејнолдс САД                                                               | 44,80      |
| 800 м детаљи            | Били Кончела · Кенија                                   | 1:43,06 РСП  | Питер Елиот Уједињено Краљевство                                             | 1:43,41    | Жозе Луис Барбоса Бразил                                                       | 1:43,76    |
| 1.500 м детаљи          | Абди Биле · Сомалија                                    | 3:36,80      | Хосе Луис Гонзалез · Шпанија                                                 | 3:38,03    | Џим Спајви САД                                                                 | 3:38,82    |
| 5.000 м детаљи          | Саид Ауита · Мароко                                     | 13:26,44     | Домингос Кастро · Португалија                                                | 13:27,59   | Џек Бакнер Уједињено Краљевство                                                | 13:27,74   |
| 10.000 м детаљи         | Пол Кипкоеч · Кенија                                    | 27:38,63 РСП | Франческо Панета Италија                                                     | 27:48,98   | Хансјерг Кунце Источна Немачка                                                 | 27:50,26   |
| Маратон детаљи          | Даглас Вакиури · Кенија                                 | 2:11:48      | Хусеин Ахмед Сала · Џибути                                                   | 2:12:30    | Ђелиндо Бордин Италија                                                         | 2:12:40    |
| 110 м препоне детаљи    | Грег Фостер САД                                         | 13,21        | Џон Риџон Уједињено Краљевство                                               | 13,29      | Колин Џексон Уједињено Краљевство                                              | 13,38      |
| 400 м препоне детаљи    | Едвин Мозиз САД                                         | 47,46 РСП    | Дени Харис САД                                                               | 47,48      | Харалд Шмид Западна Немачка                                                    | 47,48 ЕР   |
| 3.000 м препреке детаљи | Франческо Панета · Италија                              | 8:08,57 РСП  | Хаген Мелцер Источна Немачка                                                 | 8:10,32    | Вилијам Ван Дајк · Белгија                                                     | 8:12,18    |
| 20 км ходање детаљи     | Маурицио Дамилано · Италија                             | 1:20:45 РСП  | Јозеф Прибилинец · Чехословачка                                              | 1:21:07    | Хосе Марин · Шпанија                                                           | 1:21:24    |
| 50 км ходање детаљи     | Хартвиг Гаудер Источна Немачка                          | 3:40:53 РСП  | Роналд Вајгел Источна Немачка                                                | 3:41:30    | Вјачеслав Иваненко СССР                                                        | 3:44:02    |
| 4 х 100 м детаљи        | Ли Макреј, Ли Макнил, Харви Гленс, Карл Луис САД        | 37,90        | Александар Јевгењев, Виктор Бризгин, Владимир Муравјов, Владимир Крилов СССР | 38,02 ЕР   | Џон Мер, Ендру Смит, Клајв Рајт, Реј Стјуарт Јамајка                           | 38,41      |
| 4 х 400 м детаљи        | Дени Еверт, Роди Хејли, Антонио Макеј, Буч Рејнолдс САД | 2:57,29 РСП  | Дерек Редмонд, Крис Акабуси, Роџер Блек, Фил Браун Уједињено Краљевство      | 2:58,86 ЕР | Леандро Пењалвер, · Агустин Паво, · Лазаро Мартинез, · Роберто Ернандез · Куба | 2:59,16 НР |
| Скок удаљ детаљи        | Карл Луис САД                                           | 8,67 РСП     | Роберт Емијан СССР                                                           | 8,53       | Лари Мајрикс САД                                                               | 8,33       |
| Троскок детаљи          | Христо Марков · Бугарска                                | 17,92 РСП    | Мајк Конли САД                                                               | 17,67      | Олег Сакиркин СССР                                                             | 17,43      |
| Скок увис детаљи        | Патрик Шеберг · Шведска                                 | 2,38 РСП     | Генадиј Авдејенко СССР Игор Паклин СССР                                      | 2,38 РСП   |                                                                                |            |
| Скок мотком детаљи      | Сергеј Бупка СССР                                       | 5,85 РСП     | Тијери Вињеро Француска                                                      | 5,80       | Родион Гатаулин СССР                                                           | 5,80       |
| Бацање кугле детаљи     | Вернер Гинтер · Швајцарска                              | 22,23 РСП    | Алесандро Андреи · Италија                                                   | 21.88      | Џон Бренер САД                                                                 | 21.75      |
| Бацање диска детаљи     | Јирген Шулт Источна Немачка                             | 68,74 РСП    | Џон Пауел САД                                                                | 66,22      | Луис Делис · Куба                                                              | 66,02      |
| Бацање кладива детаљи   | Сергеј Литвинов СССР                                    | 83,06 РСП    | Јири Там СССР                                                                | 80,84      | Ралф Хабер Источна Немачка                                                     | 80,76      |
| Бацање копља детаљи     | Сепо Рети · Финска                                      | 83,54 РСП    | Виктор Јевсјуков СССР                                                        | 82,52      | Јан Железни · Чехословачка                                                     | 82,20      |
| Десетобој детаљи        | Торстен Фос Источна Немачка                             | 8.680        | Зигфрид Венц Источна Немачка                                                 | 8.461      | Павел Тарновецкиј СССР                                                         | 8,375      |

### Жене
| Дисциплина           |                                                                                    | Резултат    |                                                                             | Резултат   |                                                                        | Резултат   |
| 100 м детаљи         | Зилке Гладиш Источна Немачка                                                       | 10,90 РСП   | Хајке Дрекслер Источна Немачка                                              | 11,00      | Мерлин Оти Јамајка                                                     | 11,04      |
| 200 м детаљи         | Зилке Гладиш Источна Немачка                                                       | 21,74 РСП   | Флоренс Грифит Џојнер САД                                                   | 21,96      | Мерлин Оти Јамајка                                                     | 22,06      |
| 400 м детаљи         | Олга Бризгина СССР                                                                 | 49,38       | Петра Шерсинг Источна Немачка                                               | 49,94      | Кирстен Емелман Источна Немачка                                        | 50,20      |
| 800 м детаљи         | Зигурн Водарс Источна Немачка                                                      | 1:55,26 НР  | Кристине Вахтел Источна Немачка                                             | 1:55,32 ЛР | Љубов Гурина СССР                                                      | 1:55,56 ЛР |
| 1.500 м детаљи       | Татјана Самоленко СССР                                                             | 3:58,56 РСП | Хилдегард Кернер Источна Немачка                                            | 3:58,67    | Дојна Мелинте · Румунија                                               | 3:59,27    |
| 3.000 м детаљи       | Татјана Самоленко СССР                                                             | 8:38,73     | Маричика Пујка · Румунија                                                   | 8:39,45    | Улрике Брунс Источна Немачка                                           | 8:40,30    |
| 10.000 м детаљи      | Ингрид Кристијансен · Норвешка                                                     | 31:05,85    | Јелена Жупијева СССР                                                        | 31:09,40   | Катрин Улрих Источна Немачка                                           | 31:11,34   |
| Маратон детаљи       | Роза Мота · Португалија                                                            | 2:25:17 РСП | Зоја Иванова СССР                                                           | 2:32:38    | Жоселин Вилето Француска                                               | 2:32:53    |
| 100 м препоне детаљи | Гинка Загорчева Бугарска                                                           | 12,34 РСП   | Глорија Сајбер Источна Немачка                                              | 12,44      | Корнелија Ошкенат Источна Немачка                                      | 12,46      |
| 400 м препоне детаљи | Забине Буш Источна Немачка                                                         | 53,62 РСП   | Деби Флинтоф-Кинг Аустралија                                                | 54,19      | Корнелија Фојербах-Улрих Источна Немачка                               | 54,31      |
| 4 х 100 м детаљи     | Алиса Браун, Дијана Вилијамс, Флоренс Грифит Џојнер, Пем Маршал САД                | 41,58 РСП   | Зилке Гладиш, Корнелија Ошкенат, Керстин Берент, Марлис Гер Источна Немачка | 41,95      | Ирина Сљусар, Наталија Воронова, Наталија Герман, Олга Антонова СССР   | 42,33      |
| 4 х 400 м детаљи     | Дагмар Нојбауер-Рибсам, Кирстен Емрнман, Петра Шерсинг, Забине Буш Источна Немачка | 3:18,63 РСП | Ајелита Јурченко, Олга Назарова, Марија Пингина, Олга Бризгина СССР         | 3:19,50    | Дијана Диксон, Денин Хауард-Хил, Валери Бриско-Хукс, Лили Ледервуд САД | 3:21,04    |
| 10 км ходање детаљи  | Ирина Страхова СССР                                                                | 44:12 РСП   | Кери Саксби Аустралија                                                      | 44:23      | Јан Хонг Кина                                                          | 44:42      |
| Скок удаљ детаљи     | Џеки Џојнер-Керси САД                                                              | 7,36 РСП    | Јелена Беловска СССР                                                        | 7,14       | Хајке Дрекслер Источна Немачка                                         | 7,13       |
| Скок увис детаљи     | Стефка Костадинова Бугарска                                                        | 2,09 СР     | Тамара Бикова СССР                                                          | 2,04       | Сузана Бајер Источна Немачка                                           | 1,99       |
| Бацање кугле детаљи  | Наталија Лисовска СССР                                                             | 21,24 РСП   | Катрин Најмке Источна Немачка                                               | 21,21      | Инес Милер Источна Немачка                                             | 20,76      |
| Бацање диска детаљи  | Мартина Хелман Источна Немачка                                                     | 71,62 РСП   | Дијана Гански Источна Немачка                                               | 70,12      | Цветанка Христова Бугарска                                             | 68,82      |
| Бацање копља детаљи  | Фатима Вајтбред Уједињено Краљевство                                               | 76,64 РСП   | Петра Фелке Источна Немачка                                                 | 71,76      | Беате Петерс Западна Немачка                                           | 68,82      |
| Седмобој детаљи      | Џеки Џојнер-Керси САД                                                              | 7128 РСП    | Лариса Никитина СССР                                                        | 6564       | Џејн Фредерик САД                                                      | 6502       |

## Биланс медаља
| Медаље земље домаћина |

| Пласман | Држава               |    |    |    |    |
| ------- | -------------------- | -- | -- | -- | -- |
| 1.      | Сједињене Државе     | 7  | 3  | 4  | 14 |
| 2.      | Источна Немачка      | 4  | 2  | 2  | 8  |
| 3.      | Кенија               | 3  | -  | -  | 3  |
| 4.      | Совјетски Савез      | 2  | 6  | 4  | 12 |
| 5.      | Италија              | 2  | 2  | 1  | 5  |
| 6.      | Сомалија             | 1  | -  | -  | 1  |
| 6.      | Мароко               | 1  | -  | -  | 1  |
| 6.      | Бугарска             | 1  | -  | -  | 1  |
| 6.      | Финска               | 1  | -  | -  | 1  |
| 6.      | Шведска              | 1  | -  | -  | 1  |
| 6.      | Швајцарска           | 1  | -  | -  | 1  |
| 12.     | Уједињено Краљевство | -  | 3  | 4  | 7  |
| 13.     | Француска            | -  | 2  | -  | 2  |
| 14.     | Јамајка              | -  | 1  | 1  | 2  |
| 14.     | Западна Немачка      | -  | 1  | 1  | 2  |
| 14.     | Чехословачка         | -  | 1  | 1  | 2  |
| 14.     | Шпанија              | -  | 1  | 1  | 2  |
| 18.     | Џибути               | -  | 1  | -  | 1  |
| 18.     | Португалија          | -  | 1  | -  | 1  |
| 18.     | Нигерија             | -  | 1  | -  | 1  |
| 21.     | Куба                 | -  | -  | 2  | 2  |
| 22.     | Бразил               | -  | -  | 1  | 1  |
| 23.     | Белгија              | -  | -  | 1  | 1  |
|         | Укупно {23}          | 24 | 25 | 23 | 72 |

| Пласман | Држава               |    |    |    |    |
| ------- | -------------------- | -- | -- | -- | -- |
| 1.      | Источна Немачка      | 6  | 9  | 8  | 23 |
| 2.      | Совјетски Савез      | 5  | 6  | 2  | 13 |
| 3.      | Сједињене Државе     | 3  | 1  | 2  | 6  |
| 4.      | Бугарска             | 2  | -  | 1  | 3  |
| 5.      | Норвешка             | 1  | -  | -  | 1  |
| 5.      | Португалија          | 1  | -  | -  | 1  |
| 5.      | Уједињено Краљевство | 1  | -  | -  | 1  |
| 8.      | Аустралија           | -  | 2  | -  | 2  |
| 8.      | Румунија             | -  | 1  | 1  | 2  |
| 10.     | Јамајка              | -  | -  | 2  | 2  |
| 11.     | Западна Немачка      | -  | -  | 1  | 1  |
| 11.     | Кина                 | -  | -  | 1  | 1  |
| 11.     | Француска            | -  | -  | 1  | 1  |
|         | Укупно {13}          | 19 | 19 | 19 | 57 |

## Биланс медаља укупно
| Пласман | Држава               |    |    |    |     |
| ------- | -------------------- | -- | -- | -- | --- |
| 1.      | Источна Немачка      | 10 | 11 | 10 | 31  |
| 2.      | Сједињене Државе     | 10 | 4  | 6  | 20  |
| 3.      | Совјетски Савез      | 7  | 12 | 6  | 25  |
| 4.      | Бугарска             | 3  | -  | 1  | 4   |
| 5.      | Кенија               | 3  | -  | -  | 3   |
| 6.      | Италија              | 2  | 2  | 1  | 5   |
| 7.      | Уједињено Краљевство | 1  | 3  | 4  | 8   |
| 8.      | Португалија          | 1  | 1  | -  | 2   |
| 9.      | Сомалија             | 1  | -  | -  | 1   |
| 9.      | Мароко               | 1  | -  | -  | 1   |
| 9.      | Шведска              | 1  | -  | -  | 1   |
| 9.      | Финска               | 1  | -  | -  | 1   |
| 9.      | Швајцарска           | 1  | -  | -  | 1   |
| 9.      | Норвешка             | 1  | -  | -  | 1   |
| 15.     | Француска            | -  | 2  | 1  | 3   |
| 16.     | Аустралија           | -  | 2  | -  | 2   |
| 17.     | Јамајка              | -  | 1  | 3  | 4   |
| 18.     | Западна Немачка      | -  | 1  | 2  | 3   |
| 19.     | Чехословачка         | -  | 1  | 1  | 2   |
| 19.     | Шпанија              | -  | 1  | 1  | 2   |
| 19.     | Румунија             | -  | 1  | 1  | 2   |
| 22.     | Нигерија             | -  | 1  | -  | 1   |
| 22.     | Џибути               | -  | 1  | -  | 1   |
| 24.     | Куба                 | -  | -  | 2  | 2   |
| 25.     | Белгија              | -  | -  | 1  | 1   |
| 25.     | Бразил               | -  | -  | 1  | 1   |
| 25.     | Кина                 | -  | -  | 1  | 1   |
|         | Укупно {27}          | 43 | 44 | 42 | 129 |

## Рекорди
У току светског првенства постигнуто је више разних рекорда од којих су најзначајнији: 2 светска, 10 континенталних, 39 рекорд светских првенстава (у неким дисциплинамо по неколико пута), 10 националнх рекорда и ... најбољих светских резултата сезоне

### Светски рекорди(2)
Постигнут су два светска рекорда, а постигли су их Карл Луис у трци на 100 м и Стефка Костадинова у скоку увис.
| Датум            | Дисциплина      | Нови рекорд                  | Нови рекорд  | Стари рекорд                  | Стари рекорд | Стари рекорд  |
| ---------------- | --------------- | ---------------------------- | ------------ | ----------------------------- | ------------ | ------------- |
| Датум            | Дисциплина      | Атлетичари                   | Резултат     | Атлетичари                    | Резултат     | Датум         |
| 30. август 1987. | 100 м, мушкарци | Карл Луис, Сједињене Државе  | =9,93 Финале | Калвин Смит, Сједињене Државе | 9,93         | 3. јул 1983.  |
| 30. август 1987. | скок увис, жене | Стефка Костадинова, Бугарска | 2,09 Финале  | Стефка Костадинова, Бугарска  | 2,08         | 31. мај 1986. |

### Континентални рекорди (10)
Поред два светска рекорда који су уједно и континентални, постигнуто су и 11 континентална рекорда 4 европска, 5 азијска и по један севеноамерички и јужноамерички.
| Датум              | Дисциплина  | Континент           | Нови рекорд                                                                                              | Нови рекорд           | Стари рекорд                 | Стари рекорд | Стари рекорд  |
| ------------------ | ----------- | ------------------- | --- | --------------------- | ---------------------------- | ------------ | ------------- |
| Датум              | Дисциплина  | Континент           | Атлетичари                                                                                               | Резултат              | Атлетичари                   | Резултат     | Датум         |
| 29. август 1987.   | 3.000 м Ж   | Азија АЗР           | Сјутинг Ванг, Кина                                                                                       | 8:50,68 Квалификације |                              |              |               |
| 30. август 1987.   | Скок увис Ж | Европа ЕР           | Стефка Костадинова, Бугарска                                                                             | 2,09 Финале           | Стефка Костадинова, Бугарска | 2,08         | 31. мај 1986. |
| 31. август 1987.   | 800 м Ж     | Северна Америка САР | Ана Фиделија Кирот, Куба                                                                                 | 1:55,84 Финале        |                              |              |               |
| 31. август 1987.   | 800 м Ж     | Азија АЗР           | Wang Xiuting, Кина                                                                                       | 1:55,84 полуфинале    |                              |              |               |
| 1. септембар 1987. | 400 м пр. М | Европа ЕР           | Харалд Шмид, Западна Немачка                                                                             | 47,48 Финале          |                              |              |               |
| 1. септембар 1987. | седмобој Ж  | Азија АЗР           | Zhu Yuqing, Кина                                                                                         | 6.211 Финале          |                              |              |               |
| 3. септембар 1987. | 400 м М     | Европа ЕР           | Томас Шенлебе, Источна Немачка                                                                           | 44,33 Финале          |                              |              |               |
| 5. септембар 1987. | 4 х 100 м М | Азија АЗР           | Li Tao, Cai Jianming, · Li Feng, Zheng Chen · Кина                                                       | 39,05 полуфинале      |                              |              |               |
| 5. септембар 1987. | 4 х 100 м Ж | Јужна Америка ЈАР   | Suzete Montalvao, Maria Do Carmo Fialho · Soraya Vieira Telles, Maria Magnólia Souza Figueiredo · Бразил | 39,05 полуфинале      |                              |              |               |
| 5. септембар 1987. | 4 х 100 м Ж | Азија АЗР           | Vandana Shanbag, Vandana Rao, Shiny Wilson, P.T. Usha · Индија                                           | 3:31,55 полуфинале    |                              |              |               |
| 6. септембар 1987. | 4 х 100 м М | Европа ЕР           | Александар Јевгењев, Виктор Бризгин, · Владимир Муравјов, Владимир Крилов · Совјетски Савез              | 38,02 Финале          |                              |              |               |
| 6. септембар 1987. | 4 х 400 м М | Европа ЕР           | Дерек Редмонд, Крис Акабуси, · Роџер Блек, Фил Браун · Уједињено Краљевство                              | 2:58,86 Финале        |                              |              |               |

## Национални рекорди
Поред 2 светска и 11 континенталних рекорда који су уједно и национални, постигнуто је и 11 националних рекорда.
| Бр | Датум        | Атлетичар                                                             | Земља           | Дисциплина | Резултат   |
| -- | ------------ | --------------------------------------------------------------------- | --------------- | ---------- | ---------- |
| 1. | 29. август   | Спирос Андриопулос                                                    | Грчка           | 10.000 м   | 28:07,17 Ф |
| 2. | 30. август   | Слободан Поповић                                                      | СФРЈ            | 800 м      | 1:45,15 ЧФ |
| 3. | 1. септембар | Арнолд Марсел                                                         | Швајцарска      | 400 м      | 45,26 Ф    |
| 4. | 1. септембар | Антон Скерит                                                          | Канада          | 400 м      | 45,62 Ф    |
| 5. | 1. септембар | Слободан Поповић                                                      | СФРЈ            | 800 м      | 1:45,07 Ф  |
| 6. | 5. септембар | Марк Сениор, Девон Морис Винтроп Грејам, Берт Камерон                 | Јамајка         | 4 х 400 м  | 3:01,08 ПФ |
| 7  | 5. септембар | Бранислав Караулић, Слободан Поповић Слободан Бранковић, Исмаил Мачев | СФРЈ            | 4 х 400 м  | 3:03,30 ПФ |
| 8. | 6. септембар | Леандро Пењалвер, Агустин Паво, Лазаро Мартинез, Роберто Ернандез     | Куба            | 4 х 400 м  | 2:59,16 Ф  |
| 9. | 6. септембар | Петер Швелм, Марк Хенрих Едгар Ит , Харалд Шмид                       | Западна Немачка | 4 х 400 м  | 2:59,96 Ф  |

| Бр | Датум      | Атлетичарка   | Земља           | Дисциплина | Резултат  |
| -- | ---------- | ------------- | --------------- | ---------- | --------- |
| 1. | 31. август | Зигурн Водарс | Источна Немачка | 800 м      | 1:55,26 Ф |